# 2327 Гершберг
2327 Гершберг (2327 Gershberg) — астероїд головного поясу, відкритий 13 жовтня 1969 року.
Названий на честь українського радянського астронома Роальда Євгеновича Гершберга, співробітника Кримської астрофізичної обсерваторії.